# Лозуватка (Старобільський район)
Лозува́тка —  село в Україні, у Шульгинській сільській громаді Старобільського району Луганської області. Населення становить 145 осіб. До 2018 року орган місцевого самоврядування — Малохатська сільська рада.